# 岡崎殿橋站
岡崎殿橋站（日语：／ Okazaki-Tonobashi eki */?）是一座位於愛知縣岡崎市，名古屋鐵道（名鐵）岡崎市內線的車站（廢站）。
站名取自跨越乙川的橋樑「殿橋」。

## 歷史
在1899年（明治32年），岡崎馬車鐵道岡崎町內至岡崎停車場（後來的岡崎站前站）之間開始營業。當時於岡崎町內的起點處是在殿橋的南邊（當時地址：岡崎町明大寺下鄉中，現時：殿橋南邊路口附近，現時地址：岡崎市明大寺町下鄉中）。後來，隨著橋樑進行改造後，於1907年（明治40年）越過殿橋，路線延伸於殿橋的北邊（當時地址：岡崎町大字康生，現時：殿橋北路口附近，現時地址：岡崎市康生通南2丁目）。在1912年（大正元年），隨著鐵路電氣化和改變距軌，便只於北邊設置鐵路車站。另外關於車站名稱，在電氣化和改變軌距後的車站名稱正式定為「殿橋站」，後來改名為「岡崎殿橋站」（改名日期不詳）。另外，在殿橋南端的東邊（現時：愛知縣西三河綜合廳舍）處設置了殿橋貨物站。
在1962年（昭和37年），殿橋貨物站、岡崎市內線和福岡線大樹寺站至福岡町站之間先後被廢除。

### 年表
- 1899年（明治32年）1月1日：岡崎馬車鐵道岡崎町內至岡崎停車場之間開始營業[1][2][3][4][注 1][注 2]。當時於岡崎町內的殿橋南邊（當時地址：岡崎町明大寺下鄉中，現時：殿橋南邊路口附近，現時地址：岡崎市明大寺町下鄉中[5]）設站[6][注 3]。
- 在這期間，殿橋進行改造[22]。
- 1907年（明治40年）6月22日：路線跨越殿橋至殿橋北邊（當時地址：岡崎町大字康生[7][8]，現時：殿橋北路口附近，現時地址：岡崎市康生通南2丁目[9][10]）[1][3][4][11][注 4][注 5]。
- 1911年（明治44年）10月2日 - 公司計劃把鐵路電氣化，公司名稱改為岡崎電氣軌道[25][26]。
- 1912年
  - （明治45年）6月：隨著進行路線電氣化工程和改軌距工程，馬車鐵路暫停營業[25][27]。
  - （大正元年）9月1日：電氣化和改軌距工程完成。殿橋至岡崎停車場之間開始有電車行走。車站正式名稱定為殿橋站[12][注 6]。
- 日期不詳：改名為岡崎殿橋站[14][15][注 7]。
- 1922年（大正11年）：岡崎殿橋站至岡崎停車場站之間雙線化[33]。
- 1927年（昭和2年）7月19日：岡崎電氣軌道與三河鐵道合併，成為三河鐵道的車站[20][34]。
- 1941年（昭和16年）6月1日：三河鐵道與名古屋鐵道合併，成為名古屋鐵道的車站[20]。
- 1948年（昭和23年）11月1日前：成為無人車站[35]。
- 1951年（昭和26年）：該年年中，從殿橋貨物站起卸貨物的業務集中於東岡崎站。自此，殿橋貨物站沒有貨運業務，只是名義上存在[18]。
- 1954年（昭和29年）4月17日：岡崎殿橋站至康生町站之間雙線化[36]。
- 1962年（昭和37年）
  - 6月11日：殿橋貨物站被廢除。位於站內的戶崎側線也廢除[19]。
  - 6月17日：岡崎市內線與福岡線福岡町至大樹寺之間廢除，此站被廢除[15][20]。

## 車站構造
車站位於殿橋北側，沒有站舍和月台，乘客直接在路上上下車。
車站鄰接變電站。另外，在車站南邊為乙川，曾經設有在岡崎馬車鐵道時代建設的鐵路專用木橋。在1927年（昭和2年），鐵路走線遷移至利用殿橋越過乙川。

## 相鄰車站
名古屋鐵道
岡崎市內線
康生町－岡崎殿橋－東岡崎站前

## 注腳